# Malvapudding

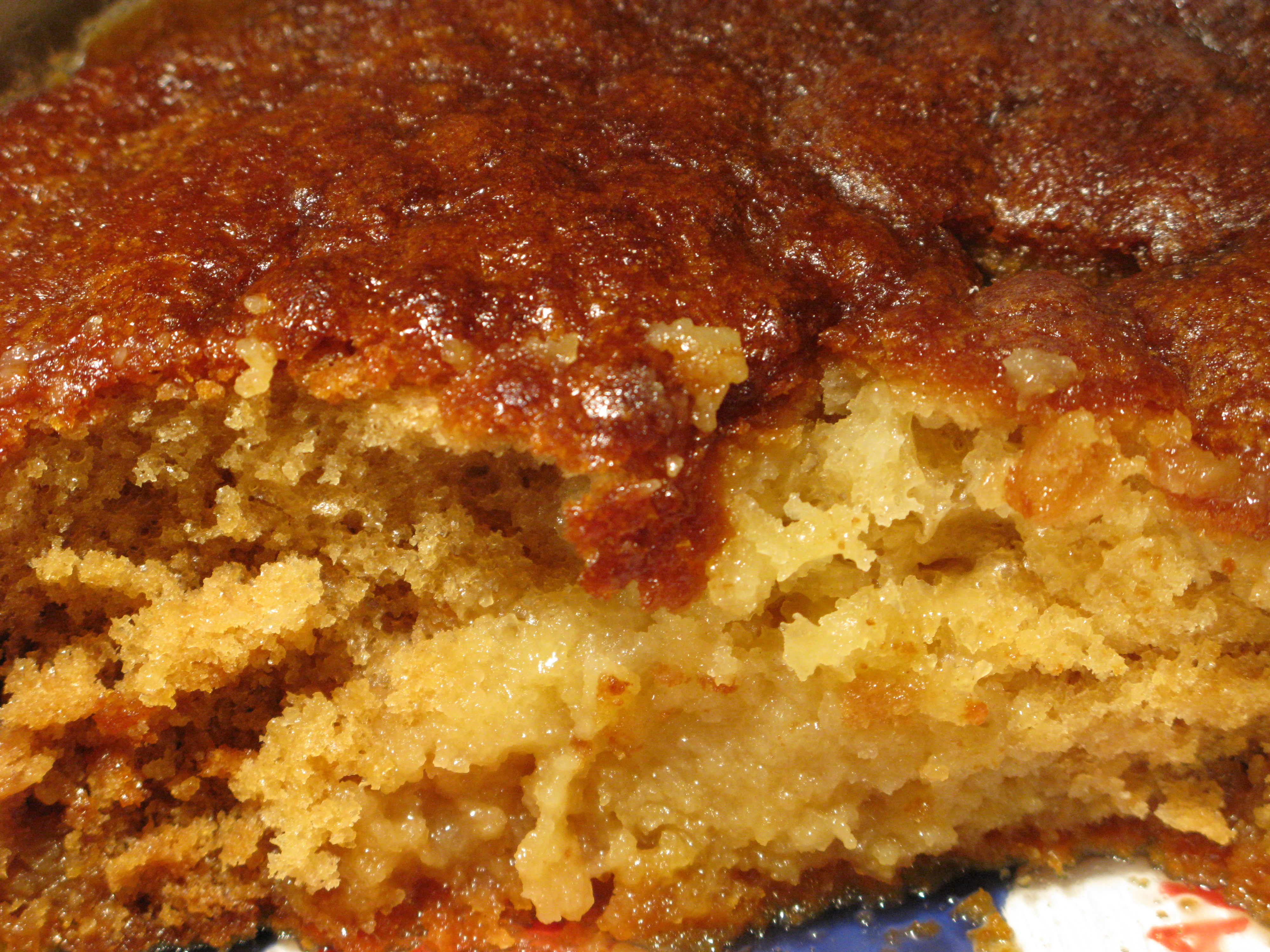
Malvapudding

Malvapudding is een typisch nagerecht uit de Zuid-Afrikaanse West-Kaap. Het is een zoete cake, meestal warm opgediend met pudding of ijs. Afhankelijk van de regio wordt gember, cognac of abrikozenconfituur gebruikt.
De naam verwijst naar de Malvasiadessertwijn op Madeira. De pudding werd oorspronkelijk samen met de wijn opgediend. 